# 아메리칸 아카데미 오브 드라마틱 아츠

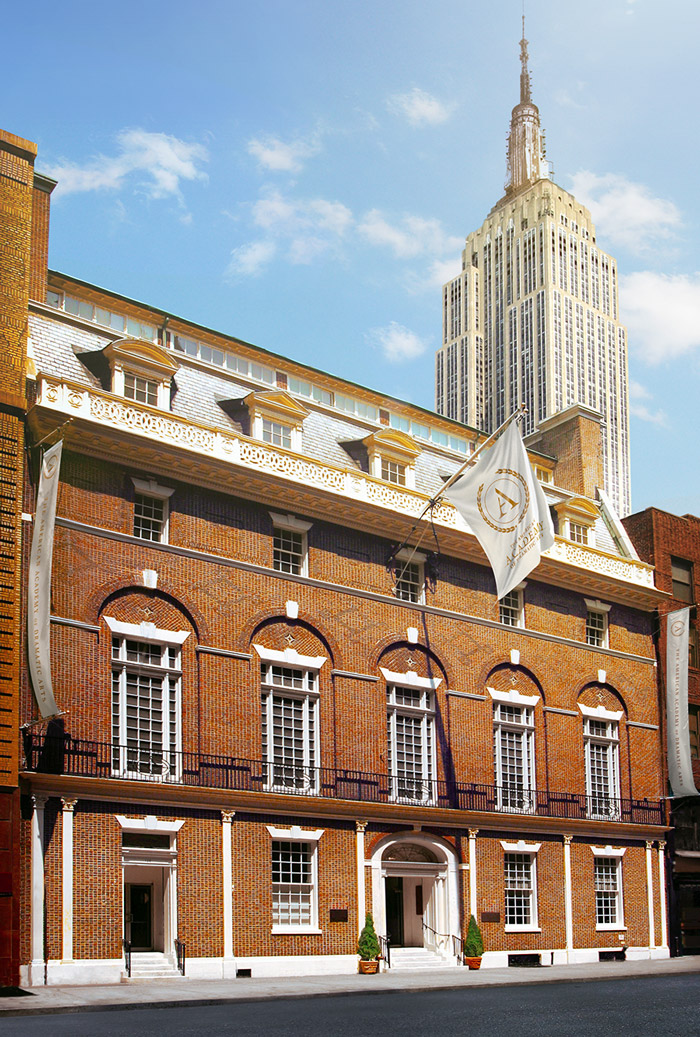

아메리칸 아카데미 오브 드라마틱 아츠(American Academy of Dramatic Arts, AADA)는 미국에 두 지역(한 곳은 맨해튼, 다른 한 곳은 로스앤젤레스)에 위치한 사립 공연 예술 학교이다. 이 아카데미는 직업 연구 부문의 전문학사 학위를 제공하며 연극, 영화, 텔레비전 분야의 드라마 및 관련 예술을 교육한다. 학생들은 3년간 연극회사의 오디션 기회가 주어진다.